# 내게 거짓말을 해봐
《내게 거짓말을 해봐》는 2011년 5월 9일부터 2011년 6월 28일까지 SBS에서 방영한 월화 드라마이다. 결혼했다는 거짓말로 인해 스캔들에 휩싸인 두 남녀의 사랑 이야기다.

## 등장인물

### 주요 인물
- 강지환 : 현기준(33세) 역 - 월드호텔 대표이사, 평창동

월드그룹 회장 현명진의 조카. 대한민국에서 이름깨나 날리는 잘 나가는 재벌남이다. 오윤주와 파혼하게 된 이후로, 사랑과는 담을 싸고 지냈다. 그런데 어느 날, 결혼도 하지 않았고 자신이 전혀 알지 못하는 아정과 결혼했다는 소문을 듣게 된다. 소문이 쉽게 잠재워지지 않아서 아정과 마음에도 없는 결혼을 했다. 매번 그녀에게 휘둘리지만 자꾸만 좋아진다.
- 윤은혜 : 공아정(28세) 역 (아역 염현서) - 문화체육관광부 관광진흥과 사무관, 신림동 거주

어릴 적부터 너무 털털해서 매력없는 아가씨였다. 난생 처음 사랑하는 사람을 만나게 되고, 그의 사랑을 얻기 위해 고시공부에 몰두하고 결국에는 합격하게 된다. 그러나 첫사랑인 천재범을 단짝친구였던 유소란에게 빼앗긴다. 오랜만에 만난 소란의 밉상 짓에 울컥하고 결혼했다는 거짓말을 뱉았는데, 소문이 퍼지자 일이 너무 커져버렸다. 그녀의 남편이자 새로운 사랑은 대한민국에서 제일 잘 나가는 재벌남 현기준이었다.
- 성준 : 현상희(28세) 역 - 백수, 기준의 친동생이자 명진의 조카

할 일 없이 다니는 백수이지만 자유롭고 어디에서나 인기있는 매력남이었다. 형과 함께 윤주를 좋아했지만, 자신으로 인해 형이 윤주와 파혼을 했다는 사실을 알게 되자 홀연히 사라진다. 몇 년만에 돌아왔다가 클럽에서 사직서를 쓰는 아정을 만나게 되었다. 이제는 그의 운명이 되어버린 아정. 그녀를 두고 형과 또다시 뒤엉키게 된다.
- 조윤희 : 오윤주(28세) 역 - 디자이너, 기준의 전 약혼자, 상희의 미대 동기

기준을 진심으로 사랑했지만, 상희로 인해 파혼할 수밖에 없었다. 파리로 떠났다가 3년 만에 한국으로 돌아왔다. 그리고 기준을 만났고 다시는 헤어지지 않으려고 한다.

### 현기준의 주변 인물
- 오미희 : 현명진 역 - 월드그룹 회장, 기준과 상희의 고모

자식이 없는 터에 동생 부부가 사고 죽자, 조카들을 끔찍히 아끼며 키워줬다. 기준과 상희 형제의 관계를 흔드는 윤주를 못마땅하게 생각하고 있다.
- 박지윤 : 박지윤 역 - 월드호텔 총지배인, 기준의 고등학교 동창

호텔 내에서는 박 매니저로 불린다.
- 권율 : 박훈 역 - 월드호텔 비서실 대리, 기준의 비서

기준에 대해서는 거의 모든 것을 알고 있으며 그의 옆에서 궂은 일은 다 도맡아서 한다.

### 공아정의 주변 인물
- 홍수현 : 유소란 역 - 전업주부, 아정의 라이벌

고등학교 때부터 자신을 돋보이게 할 존재로 아정을 점 찍었는데, 자기보다 더 잘 나가게 되자 화가 난다. 아정의 첫사랑인 재범과 결혼하면서, 아정과는 원수가 되었다.
- 류승수 : 천재범 역 - 법무법인 '백두산'의 변호사, 아정의 첫사랑이자 소란의 남편

소란을 사랑했고 그래서 결혼했으나, 어느 순간부터 그녀로부터 벗어나고 싶었다. 몰래 바람을 피우다가 어느 날 아정과 소란에게 들킨다.
- 이경진 : 심애경 역 - 카페 사장

준호와 결혼을 생각했는데, 아정의 반대로 인해 20년 가까이 친구로 지내게 되었다. 이제는 결혼해도 된다고 말하는 아정과는 달리, 황석봉에게 마음이 가기 시작한다.
- 강신일 : 공준호 역 - 헌법학자, 법학 교수, 아정의 아버지

양심적인 성품으로 인해 출세와는 담을 쌓고 살아왔다. 아내와 사별한 후에 심애경을 만나게 되었으나, 아정의 반대로 결혼하지 못했고 친구로 지내게 되었다.
- 권해효 : 황석봉 역 - 상희와 윤주의 미대 동기, 무명의 화가

애경에게 관심을 가지고 있다.

### 문화관광부 식구들
- 안정훈 : 안정훈 역 - 관광진흥과 과장
- 장우영 : 김연님 역 - 관광진흥과 직원
- 박효준 : 박효준 역 - 관광진흥과 사무관
- 김규진 : 김규진 역 - 관광진흥과 직원

### 그 외 인물
- 강래연 : 강래연 역 - 소란의 친구. 청담동 3인방
- 송서연 : 송지은 역 - 소란의 친구. 청담동 3인방
- 김보연 : 김보연 역 - 소란의 친구. 청담동 3인방
- 유하나 : 월드호텔에서 결혼할 여자 역
- 강민정 : 월드호텔에서 결혼할 여자의 친구 역
- 민준호 : 월드호텔에서 결혼날짜 잡고 바람핀 남자 역
- 한인수 : 이 장관 역 - 문화체육관광부 장관
- 박성균 : 의사 역
- 김보리 : 미용사 역
- 봉은선 : 미용실 손님 역
- 황정서 : 기준의 맞선녀 역
- 주동희 : 호텔 안 카페 직원 역
- 안수호 : 트럭기사 역
- 정현석 : 정최고 변호사 역
- 민준현 : 운전기사 역
- 조현진 : 관광진흥과 안내데스크 직원 역
- 정명준 : 백화점 판매수익에 대해 브리핑 하는 남자 역
- 강헌일 : 노숙자 역
- 이광세 : 청장 역
- 유장영 : 월드호텔 직원 역
- 자두 : 자두 역 - 애경의 카페 직원
- 고인범 : 첸윈하오(全昀昊) 역 - 상하이투자그룹 회장, 월드호텔의 중국 진출 파트너
- 박혜진 : 첸윈하오(全昀昊)의 부인 역 - 상하이투자그룹 회장의 부인
- 송영규 : 현명진의 비서 역
- 손선근 : 호텔 직원 역
- 서진욱 : 최면술사 역
- 미소윤 : 디자인팀 직원 역
- 이정성 : 의사 역
- 원종례 : 윤주의 어머니 역
- 김광인 : 리조트 직원 역
- 김선은 : 리조트 직원 역
- 백승현 : 아정의 맞선남 역
- 전헌태 : 형사 역
- 정석구 : 정 이사 역 - 월드호텔 이사
- 서광재 : 월드호텔 이사 역
- 김태영 : 선정위원 역
- 이기열 : 박성근 역 - 윤주의 새아버지, 국회의원
- 손진호 : '우리 소리 알리기'의 진행자 역
- 조재호 : 첸 회장의 비서 역
- 홍재성 : 기자 역
- 차성훈 : 기자 역
- 이종구 : 징계위원회 위원장 역
- 정두겸 : 월드호텔 이사 역
- 장준호 : 박성근 측 기자 역
- 이봉규 : 위원장 역
- 박성근 : 박물관 관장 역
- 미상 : 지윤해 역 - 관광진흥과 사무관

### 특별출연
- 최대성 : 아정이 동네의 슈퍼마켓 주인 역 (1회)
- 정만호 : 월드호텔 출입구 직원 역 (2~4회)
- 데니 안 : 기준의 대학 동창 역 (2~3회)

## 제작진
- 기획 - SBS
- 제작 - 윤영하
- 책임프로듀서 - 조남국
- 프로듀서 - 경민석, 조성원
- 각본 - 김예리, 최윤정, 황주하
- 조연출 - 정동윤, 송병수
- 연출 - 김수룡, 권혁찬
- 제작 - (유)내게거짓말을해봐문화산업전문회사, 베르디미디어, 팬엔터테인먼트

## 시청률
| 2011년      | 2011년      | 2011년         | 2011년       | 2011년         | 2011년       |
| 회차        | 방송일      | TNmS 시청률    | TNmS 시청률  | AGB 시청률     | AGB 시청률   |
| 회차        | 방송일      | 대한민국(전국) | 서울(수도권) | 대한민국(전국) | 서울(수도권) |
| ----------- | ----------- | -------------- | ------------ | -------------- | ------------ |
| 제1회       | 5월 9일     | 8.2%           | 10.1%        | 9.1%           | 10.2%        |
| 제2회       | 5월 10일    | 8.3%           | 10.0%        | 10.4%          | 10.5%        |
| 제3회       | 5월 16일    | 7.4%           | 9.5%         | 10.2%          | 11.6%        |
| 제4회       | 5월 17일    | 7.6%           | 9.3%         | 9.6%           | 10.5%        |
| 제5회       | 5월 23일    | 7.9%           | 9.5%         | 8.9%           | 9.9%         |
| 제6회       | 5월 24일    | 8.6%           | 10.5%        | 10.2%          | 11.3%        |
| 제7회       | 5월 30일    | 8.2%           | 9.8%         | 9.7%           | 10.9%        |
| 제8회       | 5월 31일    | 8.5%           | 10.4%        | 10.5%          | 12.0%        |
| 제9회       | 6월 6일     | 9.2%           | 11.4%        | 10.5%          | 11.3%        |
| 제10회      | 6월 7일     | 9.3%           | 10.0%        | 10.1%          | 11.0%        |
| 제11회      | 6월 13일    | 8.7%           | 10.7%        | 10.0%          | 10.9%        |
| 제12회      | 6월 14일    | 8.9%           | 11.7%        | 9.4%           | 9.8%         |
| 제13회      | 6월 20일    | 8.4%           | 9.7%         | 7.3%           | 8.0%         |
| 제14회      | 6월 21일    | 8.7%           | 9.8%         | 8.7%           | 10.1%        |
| 제15회      | 6월 27일    | 8.0%           | 8.3%         | 8.8%           | 9.1%         |
| 제16회      | 6월 28일    | 8.0%           | 8.4%         | 9.2%           | 9.4%         |
| 평균 시청률 | 평균 시청률 | 8.4%           | 9.9%         | 9.5%           | 10.4%        |

## OST

### Part. 1
| #  | 제목                                          | 작사 | 작곡       | 재생 시간 |
| -- | --------------------------------------------- | ---- | ---------- | --------- |
| 1. | 〈뻔뻔한 거짓말〉 (허가윤)                    |      | 이트라이브 | 3:27      |
| 2. | 〈3!4!0! (쌈박 한 사랑 공식)〉 (자두)         | 자두 | 제이 윤    | 3:49      |
| 3. | 〈뻔뻔한 거짓말 (Inst.)〉 (허가윤)            |      | 이트라이브 | 3:27      |
| 4. | 〈3!4!0! (쌈박 한 사랑 공식) (Inst.)〉 (자두) | 자두 | 제이 윤    | 3:49      |

### Part. 2
| #  | 제목                                  | 작곡        | 재생 시간 |
| -- | ------------------------------------- | ----------- | --------- |
| 1. | 〈이 밤이 지나가면〉 (김형준)         | 용감한 형제 | 3:56      |
| 2. | 〈안녕 정말 안녕〉 (엠투엠)           | 홀리데이    | 3:32      |
| 3. | 〈이 밤이 지나가면 (Inst.)〉 (김형준) | 용감한 형제 | 3:56      |
| 4. | 〈안녕 정말 안녕 (Inst.)〉 (엠투엠)   | 홀리데이    | 3:32      |

### Part. 3
| #  | 제목                         | 작곡 | 재생 시간 |
| -- | ---------------------------- | ---- | --------- |
| 1. | 〈I Belong To You〉 (엠블랙) | 라도 | 3:33      |

### Part. 4
| #  | 제목                                 | 재생 시간 |
| -- | ------------------------------------ | --------- |
| 1. | 〈You Are My Love〉 (김연우)         | 4:11      |
| 2. | 〈You Are My Love (Inst.)〉 (김연우) | 4:11      |

### 내게 거짓말을 해봐 OST
| #   | 제목                                  | 작사 | 작곡        | 재생 시간 |
| --- | ------------------------------------- | ---- | ----------- | --------- |
| 1.  | 〈뻔뻔한 거짓말〉 (허가윤)            |      | 이트라이브  | 3:27      |
| 2.  | 〈3!4!0! (쌈박 한 사랑 공식)〉 (자두) | 자두 | 제이 윤     | 3:49      |
| 3.  | 〈이 밤이 지나가면〉 (김형준)         |      | 용감한 형제 | 3:56      |
| 4.  | 〈안녕 정말 안녕〉 (엠투엠)           |      | 홀리데이    | 3:32      |
| 5.  | 〈I Belong To You〉 (엠블랙)          |      | 라도        | 3:33      |
| 6.  | 〈You Are My Love〉 (김연우)          |      |             | 4:11      |
| 7.  | 〈구름 위를 거닐다〉 (조규찬)         |      |             |           |
| 8.  | 〈안녕 정말 안녕 (Inst.)〉 (엠투엠)   |      | 홀리데이    | 3:32      |
| 9.  | 〈You Are My Love (Inst.)〉 (김연우)  |      |             | 4:11      |
| 10. | 〈구름 위를 거닐다 (Inst.)〉 (조규찬) |      |             |           |

### 기타 삽입곡
| #  | 제목                                                                | 재생 시간 |
| -- | ------------------------------------------------------------------- | --------- |
| 1. | 〈고양이왈츠 (Acoustic Ver.)〉 (Lucia(심규선) With 에피톤 프로젝트) | 3:56      |
| 2. | 〈Lovin Ice Cream〉 (강지환, 윤은혜)                                | 3:21      |
| 3. | 〈Lovin Ice Cream (Piano Ver.)〉                                    | 3:21      |
| 4. | 〈Lovin Ice Cream (Inst.)〉                                         | 3:21      |
| 5. | 〈Are You Still Waiting? (Korean Ver.)〉 (희영)                     | 3:00      |

## 경쟁 프로그램
- 동안미녀 (KBS 2TV)
- 짝패 (MBC)
- 미스 리플리 (MBC)